# Salto Sapo

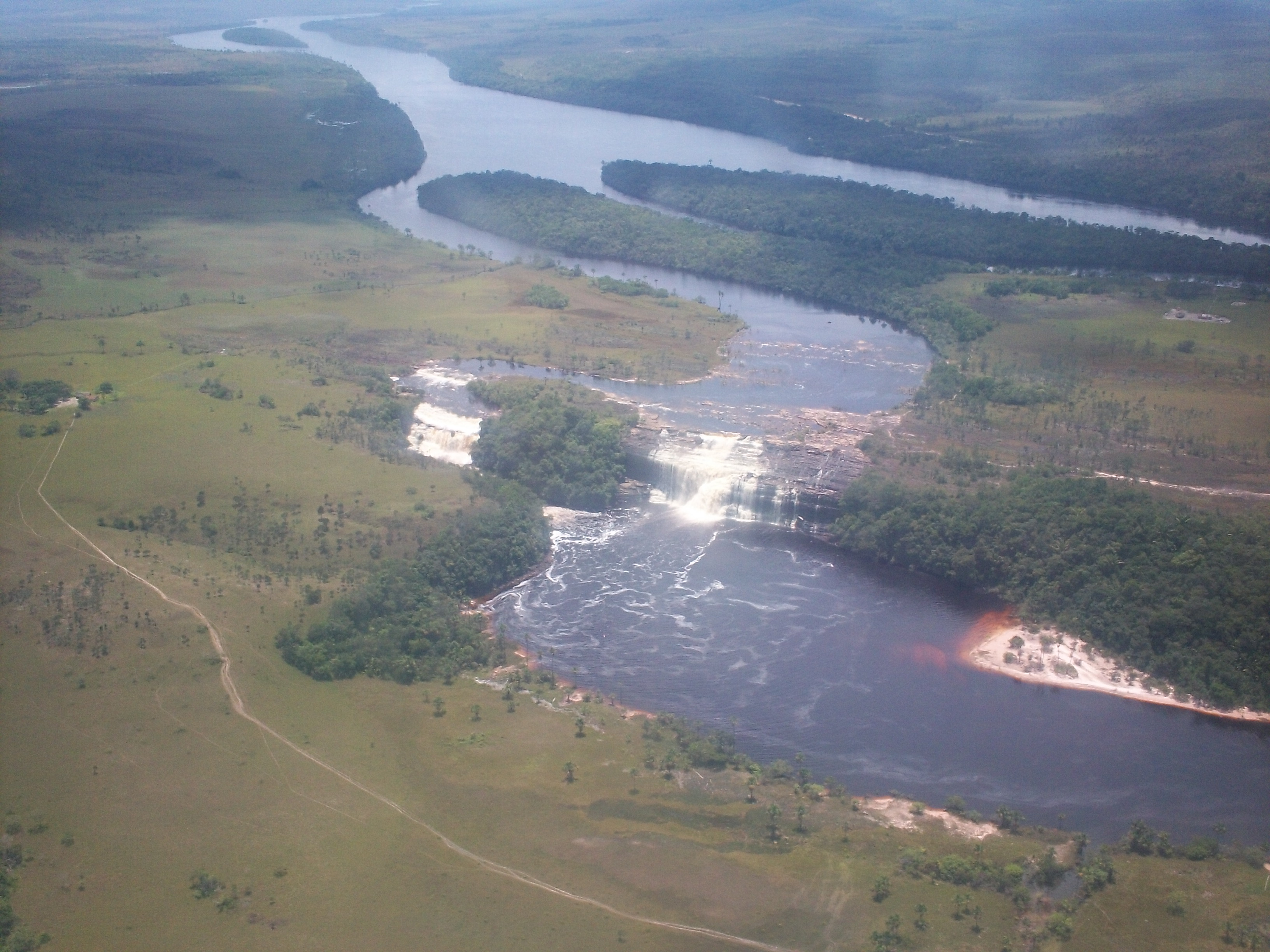
Saltos El Sapo und El Sapito

Der Salto Sapo oder Salto El Sapo ist ein Wasserfall im Nationalpark Canaima im Südosten von Venezuela. Eine Aushöhlung unter den hinabstürzenden Wassermassen, die es erlaubt, hinter dem Wasserfall durchzugehen, macht ihn zu einer der größten Touristenattraktionen des Nationalparks.
Der Salto Sapo befindet sich in direkter Umgebung des Dorfes Canaima, das als Ausgangspunkt für Touren zum höchsten Wasserfall der Welt (Salto Ángel) dient. Kurz vor Canaima gabelt sich das Flussbett des Río Carrao auf, und der Fluss stürzt parallel in mehreren Wasserfällen in den See Laguna de Canaima. Aus dem See fließt im Anschluss der wiedervereinigte Rio Carrao weiter zum Río Caroní. Der Salto Sapo, zusammen mit seinem kleinen Ableger El Sapito, ist der – flussabwärts betrachtet – rechts außen gelegene Wasserfall.
Die Passage hinter dem gewaltigen Wasservorhang ist nur in Badekleidung ratsam, da vor allem während der Regenzeit ein Hindurchgehen im Trockenen nicht möglich ist. Während der Trockenzeit bleibt von den ehemals imposanten Wassermassen jedoch nur ein kleines Rinnsal übrig.

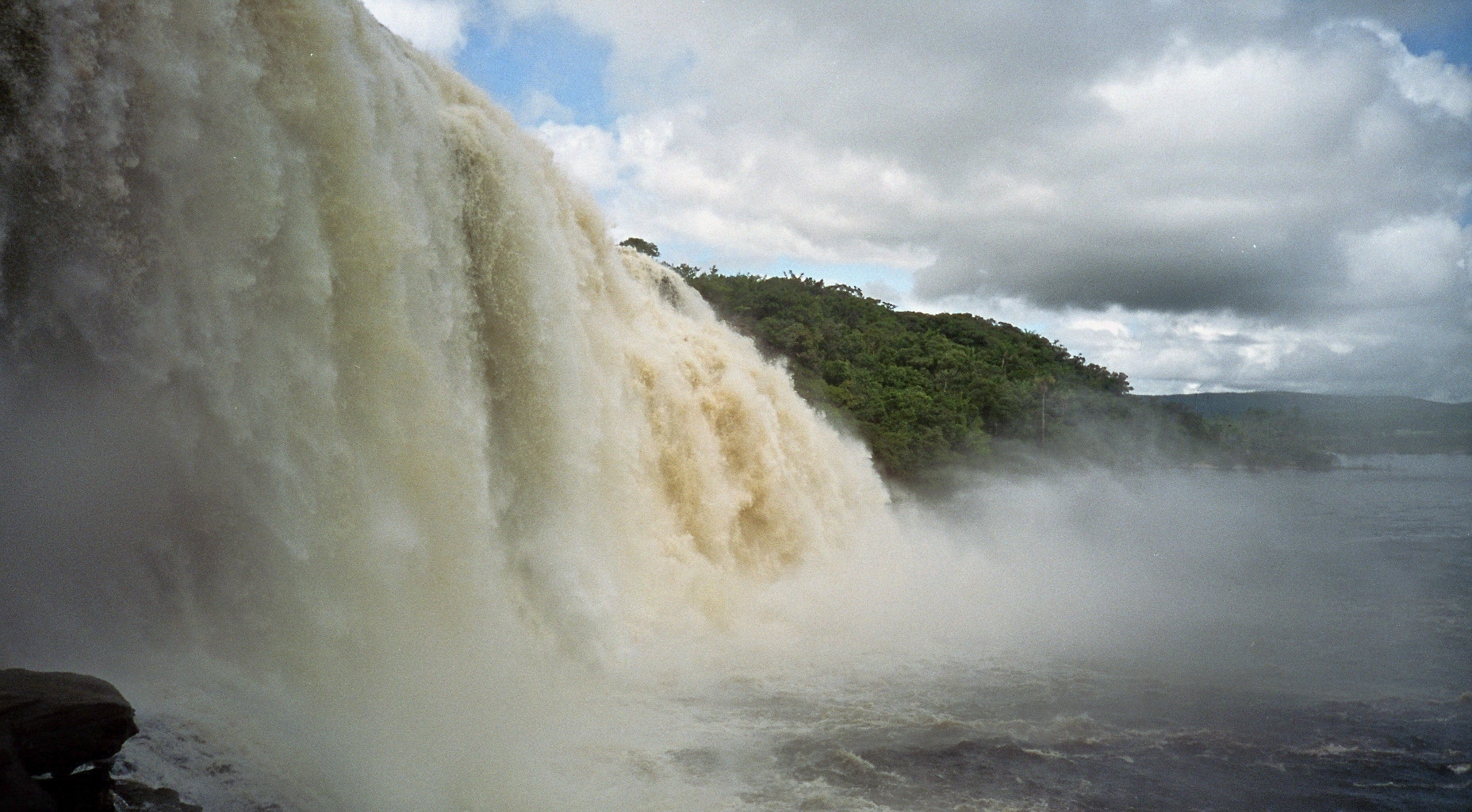
Blick auf den Salto Sapo vom rechten Ufer
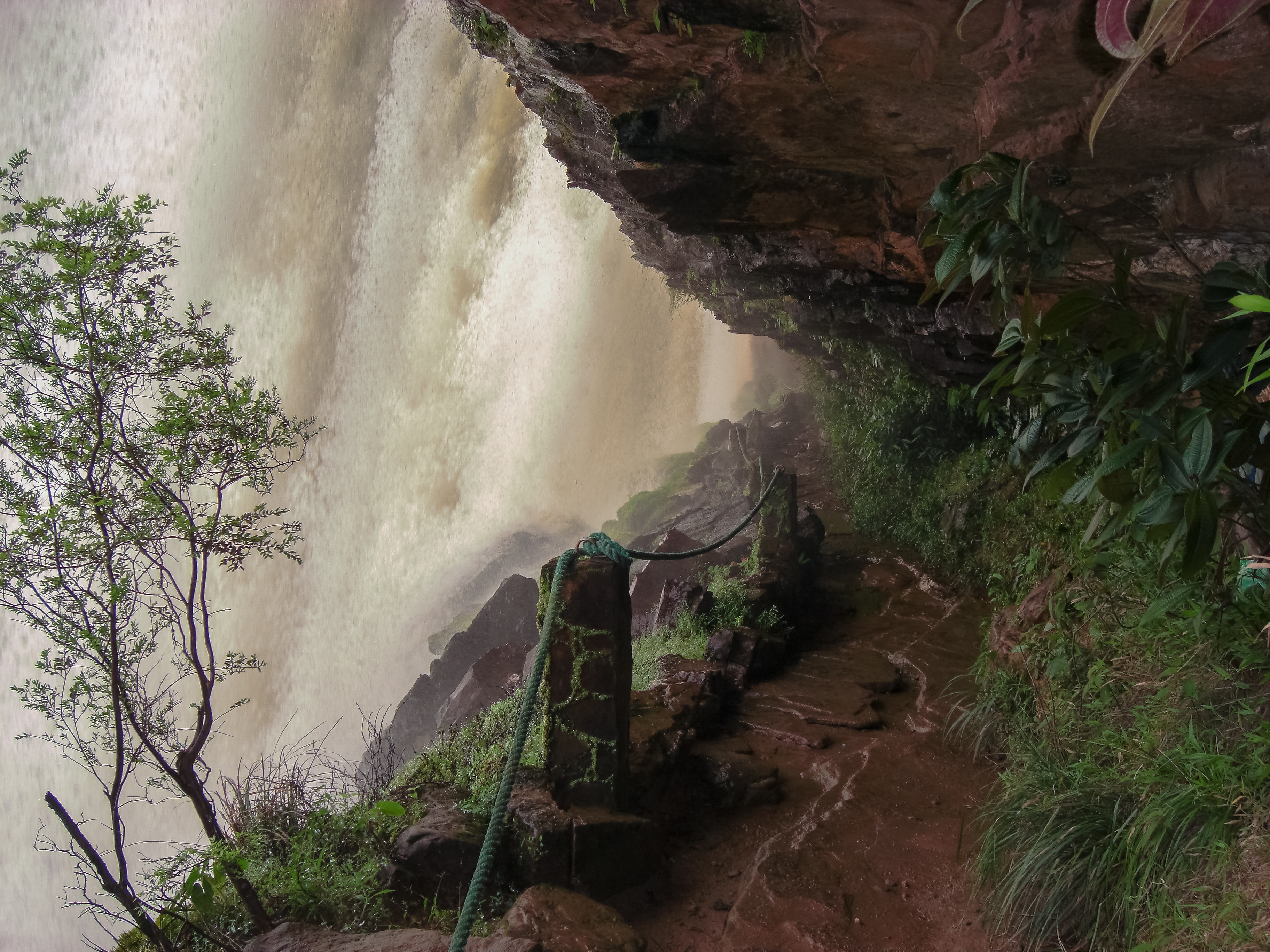
Blick hinter den Wasserfall
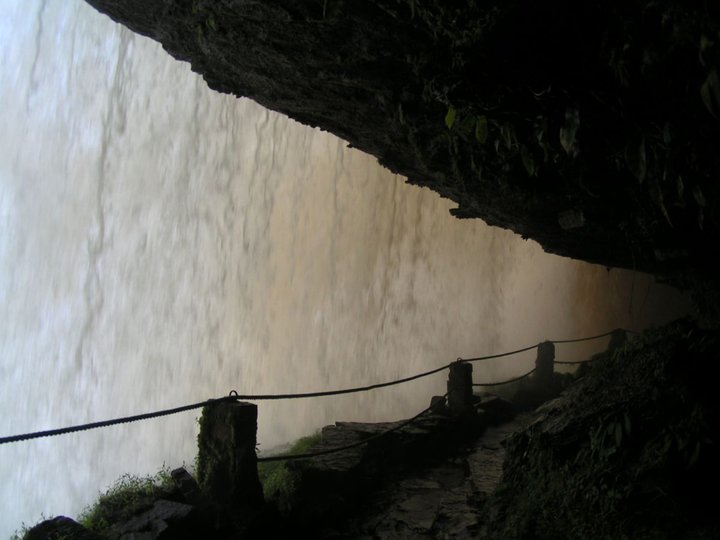
Blick von innen auf den Wasserschleier